# Олімпійська збірна Узбекистану з футболу
Молодіжна (олімпійська) збірна Узбекистану з футболу до 23 років (узб. O'zbekiston U-23 yoshlar (olimpiya) futbol terma jamoasi) — футбольна збірна, яка представляє Узбекистан на міжнародних матчах молодіжних та змаганнях з футболу, у складі якої можуть виступати футболісти-громадяни Узбекистану у віці від 21 до 23 роки.
Управляється Футбольною асоціацією Узбекистану, яка є повноправним членом АФК і ФІФА.
Назва збірної змінюється у відповідності з турніром. Так під назвою олімпійська збірна вона представляє Узбекистан на футбольному турнірі Літніх Азійських ігор, а також на футбольному турнірі Літніх Олімпійських ігор. А як молодіжна збірна до 23 років регулярно бере участь у молодіжних чемпіонатах Азії U-23.

## Історія
Станом на 2020 рік, олімпійська збірна Узбекистану сім разів брала участь у футбольному турнірі Літніх Азійських ігор, і в турнірі 1994 року стала чемпіоном Азійських ігор. З 2002 року на цьому турнірі дозволяється грати гравцям до 23 років плюс не більше трьох гравців старше 23 років. Молодіжна збірна Узбекистану також 7 разів брала участь у відбірковому турнірі Олімпійських Ігор, але жодного разу на Олімпіаду не кваліфікувалася.
Ця ж збірна, під назвою молодіжна збірна Узбекистану бере участь у молодіжному Чемпіонаті Азії до 23 років. Станом на квітень 2020 року, молодіжна збірна Узбекистану брала участь у всіх чотирьох розіграшах молодіжного Чемпіонату Азії, ставши чемпіоном у 2018 році та півфіналістом у 2020

### Олімпіада 2012
Відбірковий турнір на Літні Олімпійські Ігри в Лондоні 2012 року закінчився невдачею для збірної: команда не змогла пройти завершальний додатковий раунд плей-оф відбіркового турніру. Після завершення відбіркового турніру на Літні Олімпійські ігри в Лондоні в 2012 році посаду головного тренера залишилася вакантною і пізніше тренерський штаб олімпійської збірної (U-23) був розпущений.

### Чемпіонат Азії 2013 (U-22)
6 січня 2012 року головним тренером збірної U-21 був призначений Олексій Євстафеєв, для підготовки збірної до відбіркового турніру Чемпіонату Азії U-22 в Омані. До цього Евстафеев успішно працював на чолі збірної Узбекистану U-17 в 2009—2011 роках. Збірна U-21 під керівництвом Евстафеева пройшла кваліфікацію і отримала путівку на Чемпіонат Азії U-22.
У грудні 2012 року відбулася зміна тренерів у збірній U-22: поточний асистент головної збірної Шухрат Максудов був призначений головним тренером збірної U-22 для виступу на Чемпіонат Азії U-22 2013 року в Омані, Євстафеєв став старшим тренером збірної. Виступ збірної на турнірі став невдалим: команда зайняла в групі D третє місце, маючи на рахунку лише одну перемогу. Максудов був звільнений з посади і 18 лютого 2015 новим тренером збірної до 22 років був призначений Бахтієр Ашурматов.

### Чемпіонат Азії 2016 (U-23)
На засіданні АФК в Манілі 28 листопада 2014 року було прийнято рішення про перейменування Чемпіонату Азії до 22 років на Чемпіонат Азії до 23, який тепер став кваліфікаційним турніром для путівки на Олімпійські ігри.
Під керівництвом Ашурматова збірна брала участь у відбіркових матчах на Чемпіонат Азії 2016 до 23 років. Хоча збірна і пройшла у фінальний турнір, але змогла туди пробитися лише останньою п'ятою командою з числа тих, що посіли другі місця в групі. Тому виступ збірної у відбіркових іграх було визнано незадовільним, оскільки керівництвом Федерації країни перед олімпійською збірною була поставлена задача кваліфікації до Олімпійських ігор 2016 року в Ріо-де-Жанейро, шляхом успішної гри в Чемпіонаті Азії 2016 до 23 років.
На засіданні ФФУ від 23 червня 2015 року було прийнято рішення про призначення Віктора Джалілова новим головним тренером збірної до 23 років. У червні 2015 року асистентом збірної був призначений Дільшод Нуралієв, який раніше успішно тренував юнацьку збірні до 17 і до 20 років.
27 листопада 2015 року указом ФФУ Міраброром Усмановим новим тренером збірної до 23 років був призначений нині колишній тренер головної збірної, Самвел Бабаян. Його асистентом став Віктор Джалілов.
На молодіжному чемпіонаті Азії, що проходив з 12 по 30 січня 2016 року в Катарі, збірна під керівництвом Бабаяна не змогла вийти з групи, програвши 2 матчі: Південній Кореї 1:2 та Іраку з рахунком 2:3. Турнір служив кваліфікацією до Олімпіади-2016 в Ріо-де-Жанейро, тому туди команда автоматично не потрапила.

### Чемпіонат Азії 2018 (U-23)
30 квітня 2017 року новим головним тренером збірної Узбекистану U-23 був призначений Равшан Хайдаров. Хайдарову була поставлена задача кваліфікації на Чемпіонат Азії 2018 (U-23) в Китаї, а потім і успішний там виступ. Збірна Хайдарова успішно пройшла відбірковий турнір на чемпіонат в 2017 році. На Чемпіонаті збірна Узбекистану програла перший матч у групі Катару 0:1, але потім виграла два інших матчі і вийшла з групи з другого місця. У чвертьфіналі та півфіналі по черзі були переграні збірні Японії (4:0) та Південної Кореї (4:1). У фіналі збірна Узбекистану в додатковий час вирвала перемогу у В'єтнаму 2:1. Таким чином молодіжна збірна Узбекистану вперше стала чемпіоном Азії до 23 років.

## Статистика виступів
| Господар/рік | Результат     | І  | В  | Н | П | ГЗ | ГП |
| ------------ | ------------- | -- | -- | - | - | -- | -- |
| 20021        | Груповий етап | 3  | 1  | 0 | 2 | 2  | 4  |
| 2006         | Чвертьфінал   | 4  | 3  | 0 | 1 | 7  | 4  |
| 2010         | Чвертьфінал   | 5  | 2  | 0 | 3 | 5  | 7  |
| 2014         | 1/8 фіналу    | 4  | 2  | 1 | 1 | 11 | 4  |
| 2018         | Чвертьфінал   | 5  | 4  | 0 | 1 | 16 | 4  |
| Всього       |               | 21 | 12 | 1 | 8 | 41 | 23 |

| Господар/рік | Результат          | І                  | В                  | Н                  | П                  | ГЗ                 | ГП                 |
| ------------ | ------------------ | ------------------ | ------------------ | ------------------ | ------------------ | ------------------ | ------------------ |
| 1992         | Не брали участь    | Не брали участь    | Не брали участь    | Не брали участь    | Не брали участь    | Не брали участь    | Не брали участь    |
| 1996         | Не кваліфікувались | Не кваліфікувались | Не кваліфікувались | Не кваліфікувались | Не кваліфікувались | Не кваліфікувались | Не кваліфікувались |
| 2000         | Не кваліфікувались | Не кваліфікувались | Не кваліфікувались | Не кваліфікувались | Не кваліфікувались | Не кваліфікувались | Не кваліфікувались |
| 2004         | Не кваліфікувались | Не кваліфікувались | Не кваліфікувались | Не кваліфікувались | Не кваліфікувались | Не кваліфікувались | Не кваліфікувались |
| 2008         | Не кваліфікувались | Не кваліфікувались | Не кваліфікувались | Не кваліфікувались | Не кваліфікувались | Не кваліфікувались | Не кваліфікувались |
| 2012         | Не кваліфікувались | Не кваліфікувались | Не кваліфікувались | Не кваліфікувались | Не кваліфікувались | Не кваліфікувались | Не кваліфікувались |
| 2016         | Не кваліфікувались | Не кваліфікувались | Не кваліфікувались | Не кваліфікувались | Не кваліфікувались | Не кваліфікувались | Не кваліфікувались |
| 2020         | Не кваліфікувались | Не кваліфікувались | Не кваліфікувались | Не кваліфікувались | Не кваліфікувались | Не кваліфікувались | Не кваліфікувались |
| 2024         | В процесі          | В процесі          | В процесі          | В процесі          | В процесі          | В процесі          | В процесі          |
| 2028         | В процесі          | В процесі          | В процесі          | В процесі          | В процесі          | В процесі          | В процесі          |
| Всього       | 0/0                |                    |                    |                    |                    |                    |                    |

| Господар/рік | Результат     | І  | В | Н | П | ГЗ | ГП |
| ------------ | ------------- | -- | - | - | - | -- | -- |
| 2013         | Груповий етап | 3  | 1 | 0 | 2 | 3  | 4  |
| 2016         | Груповий етап | 3  | 1 | 0 | 2 | 6  | 6  |
| 2018         | Чемпіон       | 6  | 5 | 0 | 1 | 12 | 3  |
| 2020         | 4 місце       | 6  | 2 | 1 | 3 | 9  | 5  |
| Всього       | 4 участі      | 18 | 9 | 1 | 8 | 30 | 18 |

## Головні тренери
| Период    | Главный тренер                       |
| --------- | ------------------------------------ |
| 1992—1994 | Рустам Акрамов і Берадор Абдураїмов  |
| 1995—1996 | Олександр Іванков і Мірзахім Гулямов |
| 1997—1998 | Нема даних                           |
| 1999      | Віктор Борисов                       |
| 2000—2002 | Нема даних                           |
| 2003      | Віктор Борисов                       |
| 2004—2005 | Нема даних                           |
| 2006—2007 | Рауф Інілеєв                         |
| 2007      | Вадим Абрамов                        |

| 2008—2010 | Ахмад Убайдуллаєв  |
| 2011—2012 | Вадим Абрамов      |
| 2012—2013 | Олексій Євстафеєв  |
| 2014—2015 | Шухрат Максудов    |
| 2015      | Бахтійор Ашурматов |
| 2015      | Віктор Джалілов    |
| 2015—2016 | Самвел Бабаян      |
| 2016—2017 | Джасур Абдураїмов  |
| 2017—2018 | Равшан Хайдаров    |
| 2018      | Мірджалол Касимов  |
| 2019—2020 | Любинко Друлович   |